# Guerre de Restauration (Portugal)
Pour les articles homonymes, voir Guerre de Restauration et Révolution portugaise.
- L'assassinat de Miguel de Vasconcelos et l'arrestation de la Duchesse de Mantoue
- La nouvelle du coup d'État atteint la population de Lisbonne
- Acclamation du roi Jean IV de Portugal
- Le duc de Bragance prête serment comme roi de Portugal

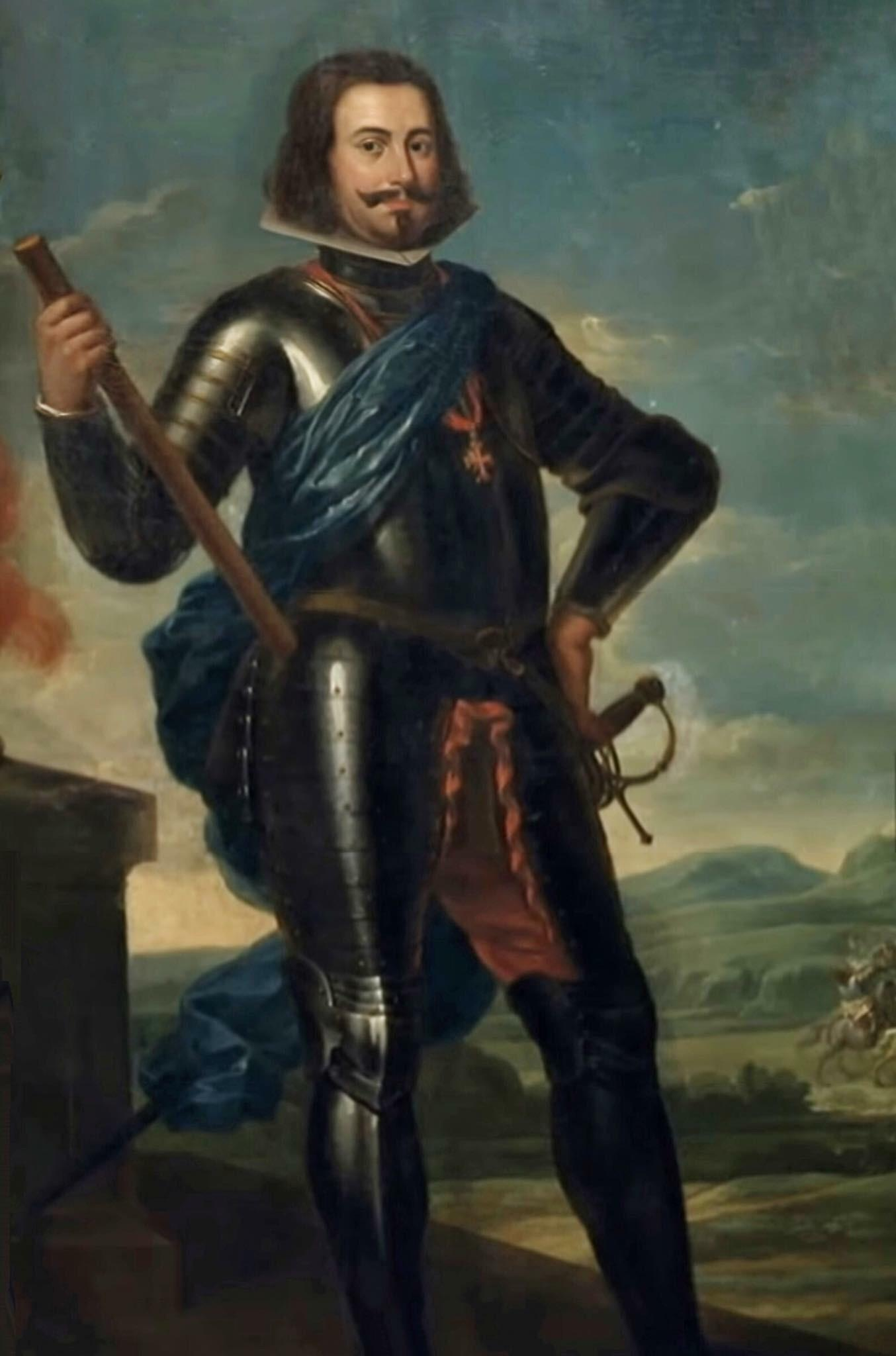
Jean IV de Portugal († 1656).

La guerre de Restauration est une guerre d'indépendance menée par le Portugal contre l'Espagne, du 1er décembre 1640 au 12 février 1668 (traité de Lisbonne).
Elle est causée par la volonté des Portugais de se débarrasser de la domination des Habsbourgs d'Espagne, en détrônant Philippe IV d'Espagne, roi de Portugal sous le nom de Philippe III de Portugal, au profit d'un roi portugais de la maison de Bragance, Jean IV de Portugal, qui rétablit la lignée aînée antérieure des rois de la dynastie d'Aviz.

## Dénomination
La guerre de la Restauration de l'Indépendance est le nom créé par les historiens nationalistes romantiques portugais du XIXe siècle. Aux XVIIe et XVIIIe siècles, elle était connue sous le nom de guerre d'Acclamation.

## Déclenchement
Refusant d'aller combattre en Catalogne, où les Castillans étaient aux prises avec une rébellion militaire généralisée avec l'appui français, l'aristocratie portugaise prit le parti de combattre chez elle, pour ses propres intérêts. Elle profitait ainsi de la guerre de Trente Ans, qui immobilisait la plupart des moyens militaires de l'Espagne au royaume d'Aragon, en Catalogne, dans le Roussillon et aux Pays-Bas catholiques.

### L’acclamation

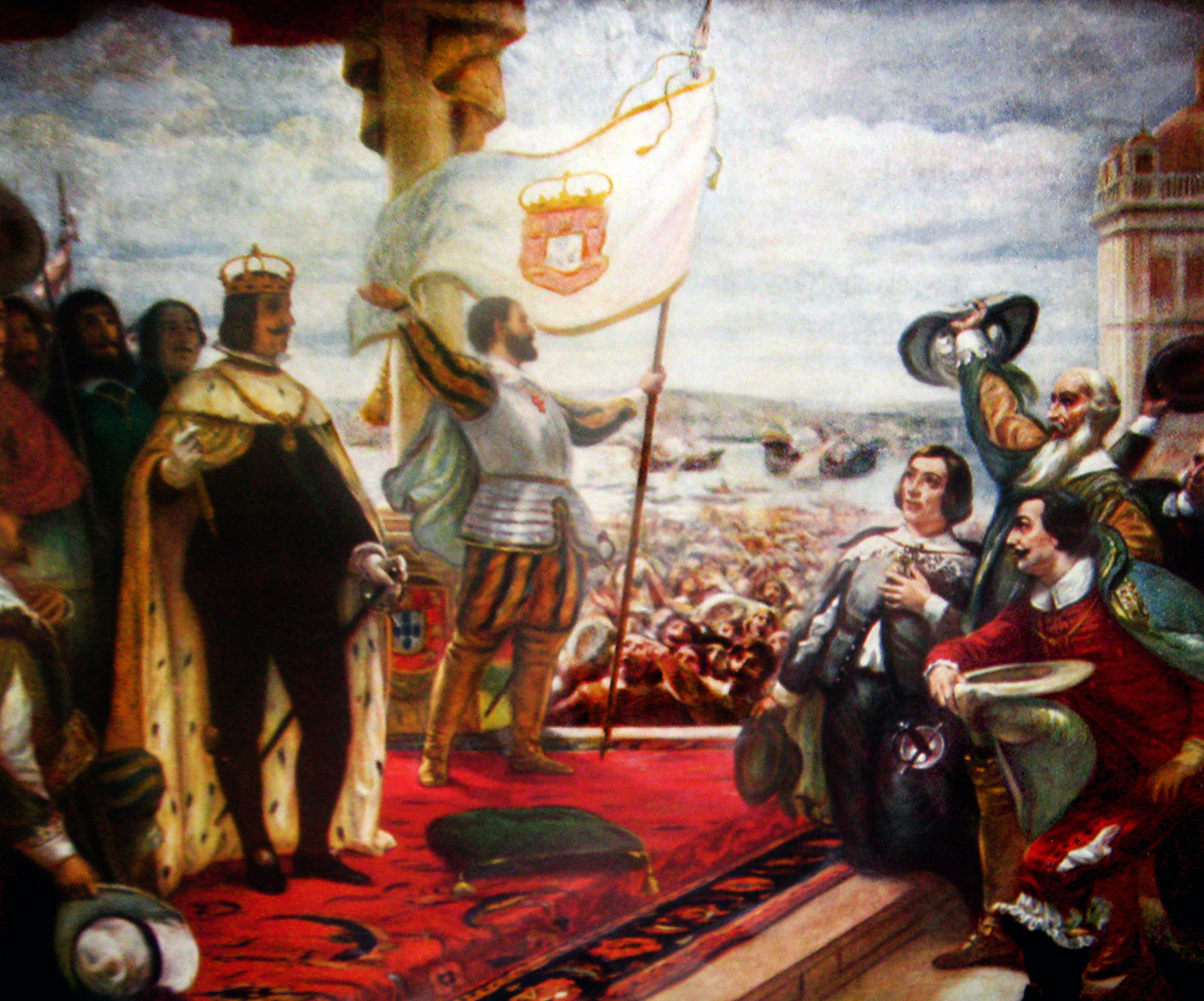
Acclamation constitutionnelle publique sur estrade de Jean IV de Portugal, au balcon de la cour du Palais Royal de Ribeira, après avoir juré les lois du royaume, à Lisbonne, le 15 décembre 1640.

Le Portugal se soulève notamment contre Olivarès et ses récents desseins d'anéantissement de son indépendance politique, administrative et économique jurée par Philippe Ier de Habsbourg lors de son acclamation à Tomar en 1581, et détrône les Habsbourg, comptant avec l'aide militaire promise de Richelieu, qui s'est réduite pourtant sur le plan diplomatique.
Un complot des fidalgos de la plus haute aristocratie portugaise, dite les 40 Conjurés, s’empare le 1er décembre 1640 du palais royal à Lisbonne, et emprisonne la vice-reine Marguerite de Mantoue et ses ministres et secrétaires d'État. Son principal conseiller, le Portugais Miguel de Vasconcelos, caché dans une armoire, est tué sur le coup, et jeté par la fenêtre du palais au peuple en délire. Une majestueuse procession conduite par l'archevêque de Lisbonne, Dom Rodrigo da Cunha, conduit le même jour le peuple et les aristocrates à la cathédrale, pour un solennel Te Deum, en action de grâces. Les troupes castillanes et portugaises en place n'offrent pas de résistance et rendent le château fort et les bastions autour de Lisbonne au nouveau pouvoir. La couronne est dévolue joyeusement et sans coup férir dans tout le royaume au duc de Bragance, sous peine de création d'une République en cas de refus de celui-ci. Le 6 décembre, Jean de Bragance est reçu à Lisbonne comme roi légitime.
Après Lisbonne, le Portugal continental et les îles européennes, les Açores et Madère, acclament à leur tour le nouveau roi de Portugal, sauf la ville d'Angra do Heroísmo qui ne sera totalement délivrée des troupes castillanes que l'année suivante. Macao n'avait jamais reconnu les Habsbourg comme rois de Portugal, et rentre dans la couronne portugaise dès 1641, la même année que tout le reste de l'empire colonial portugais (Brésil, Angola, Cap-Vert, Mozambique, Inde portugaise, Ceylan, Timor, etc.) acclame avec bonheur Jean IV, sauf le Maroc Portugais où la place de Ceuta, très proche géographiquement de la Castille, et très dépendante d'elle pour sa défense militaire, et son approvisionnement de nourriture, décide de rester castillane.
Dans l'empire, Jean IV de Portugal est appuyé sur le trône par les jésuites, mais au début pas par le Saint Office, qui doit mettre pour quelque temps un frein à ses activités dans les royaumes portugais et les inquisitions de l'empire, à São Salvador da Bahia et à Goa.
La guerre avec l'Espagne dure presque 28 ans et se déroule sur trois plans d'égale importance pour la cour de Lisbonne : le militaire, le diplomatique, et l'économique ; elle se divise en deux périodes principales : 
- Entre 1640 et 1659, elle consiste principalement en une série d'escarmouches régulières proches de la frontière, d'invasion et pillage des villes frontalières de part et d'autre.

- Au traité des Pyrénées de 1659, Mazarin livre le Portugal à Madrid en échange du Roussillon catalan. L’Espagne peut enfin retirer ses armées principales des autres fronts européens et les tourner vers le Portugal avec toute la force dont elle dispose encore. Aux escarmouches de frontières succède une guerre régulière, ponctuée par quatre importantes victoires portugaises ; les opérations militaires cessent en 1665.

## Première période: 1640-1659

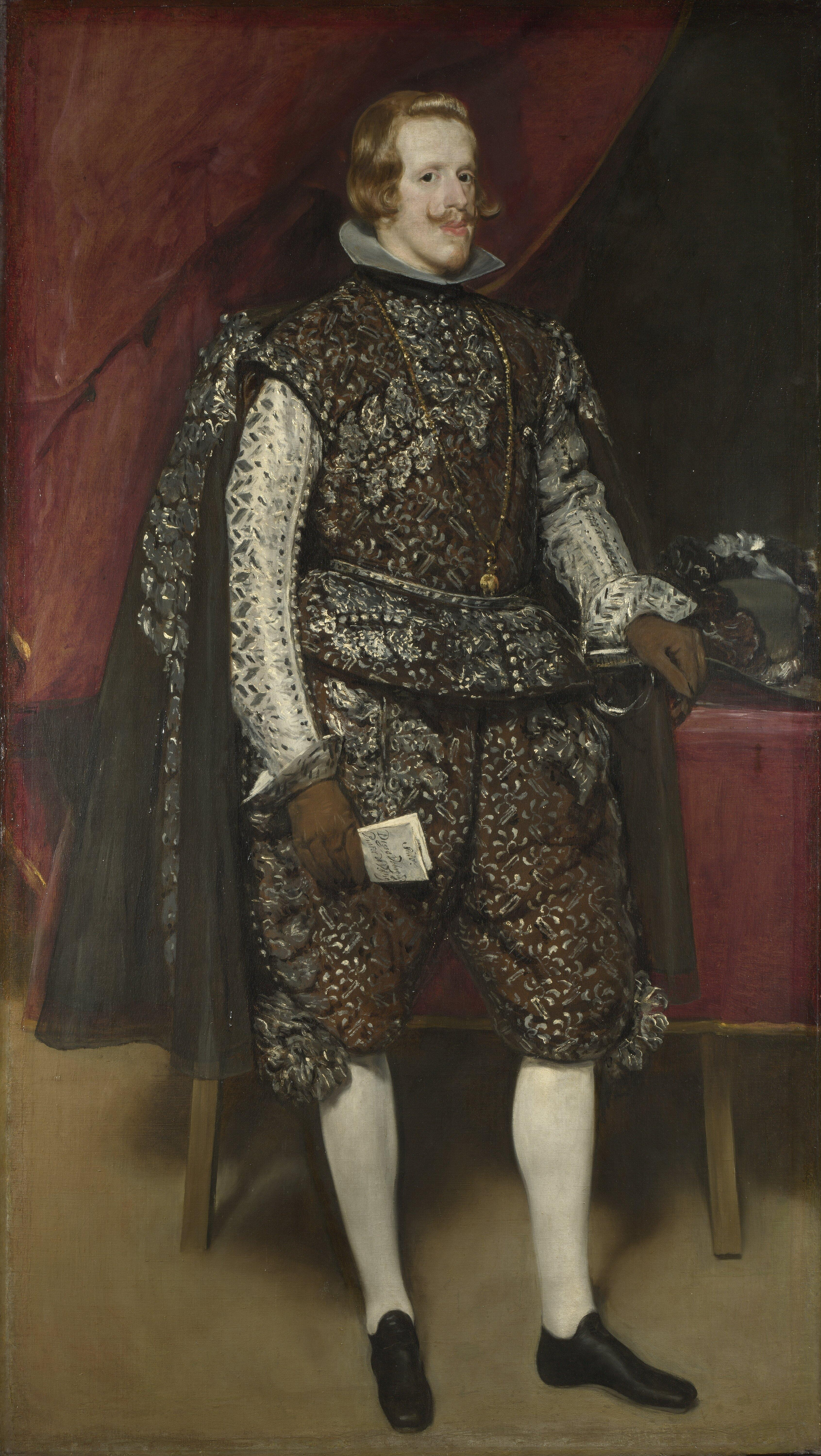
Philippe IV d'Espagne (peint vers 1652-1655).

En 1640, le Portugal, entièrement désarmé, doit se fournir de tout l'équipement nécessaire, y compris la poudre, auprès des autres puissances européennes, notamment la Suède. Il conclut la paix en Europe avec la France, les Pays-Bas, l'Angleterre et la Suède. Cette paix ne s'applique pas sur les autres théâtres d'opération : en Afrique, en Amérique et en Asie, les Portugais continuent à affronter, parfois violemment, les Français, les Néerlandais et les Anglais.
Ces alliances sont donc fragiles : la France ne l'appuie que dans son propre intérêt, pour contrer le Royaume de Castille (et elle l'abandonnera en 1659 par le traité des Pyrénées). L'Angleterre est absorbée par ses propres problèmes internes, avec sa guerre civile entre le Parlement et le roi, et à partir de mai 1649 le Commonwealth de l'Angleterre mis en place par Cromwell rejettera son allié portugais pour intensifier la guerre aux Indes, et même sur son littoral.
La papauté a toujours été l'alliée de la Castille, et pendant 28 ans les églises portugaises se videront de leurs évêques, que Rome refuse de renouveler à mesure qu'ils meurent. À la paix de 1668, il ne restera qu'un évêque dans tout le Portugal. Le pape refuse aussi de recevoir l'ambassadeur portugais à Rome : celui-ci, dom Miguel de Portugal, évêque de Lamego, appartient à la maison de Vimioso (c'est un Bragance de lignée illégitime). Il manque d'être assassiné dans une rue de Rome par l'ambassadeur de la Castille et ses valets, au cours d'une véritable bataille rangée, et doit quitter la ville sans avoir obtenu aucun résultat.
Le Portugal manque également de soldats : il doit recruter des mercenaires hors de ses frontières pour former ses troupes de première ligne. Ses secondes lignes, dites Milícia, sont recrutées sur place. Il crée également de nouveaux instruments d'administration, un Conseil de guerre et un Conseil d'Outremer. Il décide aussi de remettre en fonction l'Ordenança, c'est-à-dire son armée territoriale de troisième ligne : c'est une armée de conscription, où les soldats étaient par ordre, d'où son nom. Créée à la fin du XVIe siècle par le roi Sébastien Ier, elle avait été supprimée par les Habsbourg.

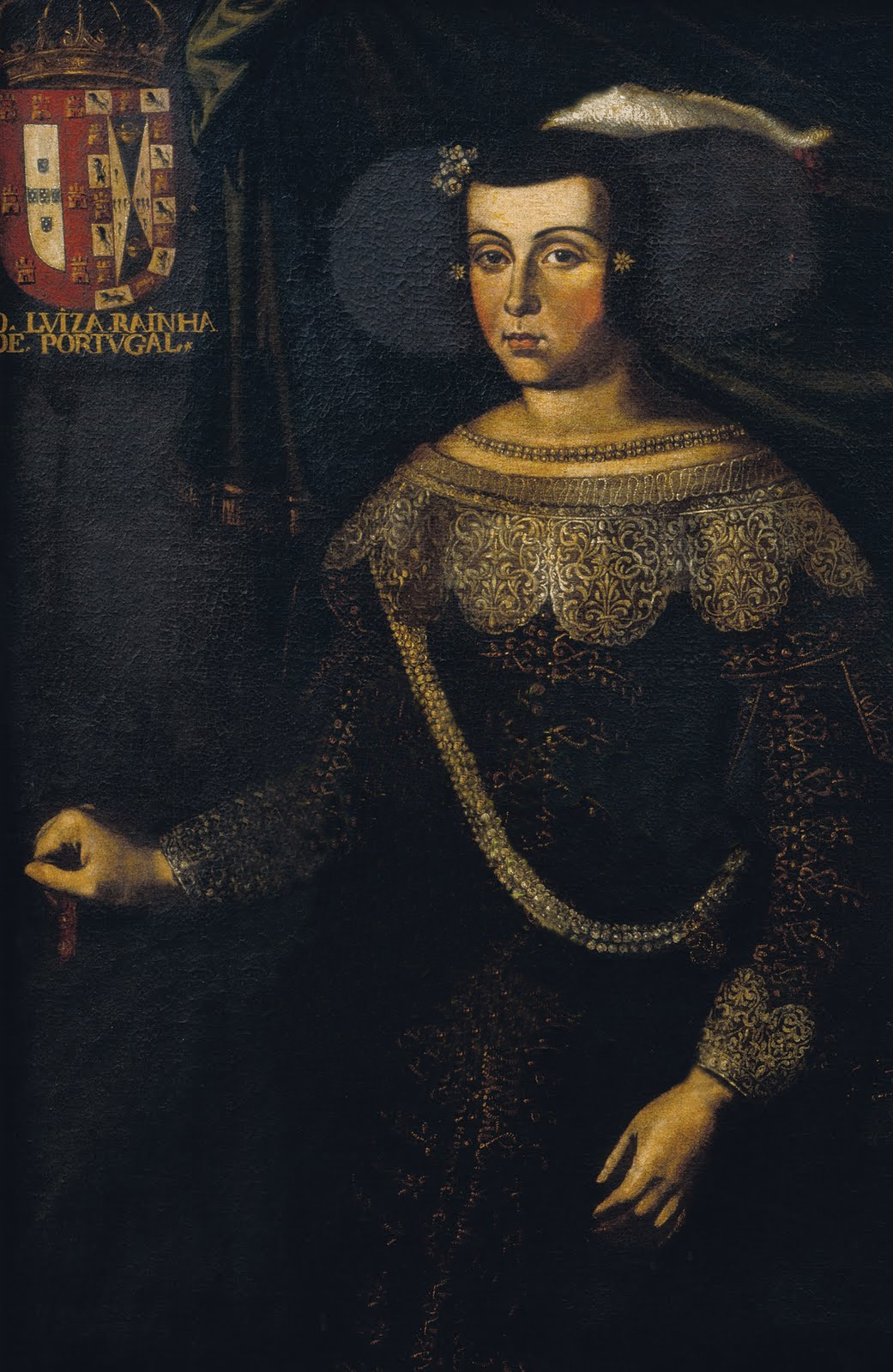
Luísa de Gusmão, régente du Portugal à partir de 1656.

Le Portugal met ainsi en place en peu de temps un formidable dispositif militaire coordonné en trois niveaux : 
- une première ligne concentrée sur ses trois grandes armées d'Alentejo, de Beira, et de Trás-os-Montes, mobiles et capables d'agir de concert ;

- une deuxième ligne de milices régulières confiée aux fidalgos de province, plus mobile et vigilante sur l'ensemble de son territoire continental, et sur les quatre principales lignes traditionnelles d'invasion ;

- une troisième ligne, l'Ordenança ou armée territoriale, couvrant tout le territoire portugais, avec tous ses hommes valides en armes mobilisés dans leurs municipalités, recrutée par les sargento-mor (grand-sergent), entraînés et conduits par les capitão-mor (grand-capitaine) de la noblesse locale. L'Ordenança est très avancée pour son temps, et très efficace. Elle permettra au Portugal, sur le continent ou dans son Empire, d'attaquer au plus tôt.

Dans le même temps, elle couvre ses deux grandes frontières avec la Castille, ainsi que sa ligne de côtes et ses îles, de nombreuses forteresses à la Vauban, grandes et petites.
C'est donc un pays très uni autour d'un roi très aimé, payant sans murmurer tous les impôts de guerre (refusés en bien moindre quantité à Olivarès peu auparavant), un pays tout en armes, entraîné massivement, que devront combattre les armées castillanes qui tardent à venir.
Ainsi, dès 1644, les forces portugaises lancent des incursions en Castille : Matias de Albuquerque conquiert la ville de Montijo en Estrémadure, puis, le 26 mai 1644, remporte la seule bataille importante de cette période, la bataille de Montijo. Il est appuyé par dom João da Costa, le futur comte de Soure, et par le comte de Cantanhede, futur marquis de Marialva. Ce dernier conquiert en même temps l'importante place forte castillane de Valencia de Alcántara, que le Portugal gardera jusqu'au traité de Lisbonne.
La guerre continua, tout aussi ruineuse. Au cours des années 1650, il y eut dans la seule Estrémadure plus de 20 000 soldats espagnols, (à comparer aux 27 000 qui se trouvaient dans les Flandres). Entre 1649 et 1654, c'est environ 29 pour cent  des dépenses militaires espagnoles (plus de six millions de ducats) qui furent affectées à la lutte contre le Portugal, chiffre qui devait encore monter pendant les grandes campagnes des années 1660. Le Portugal fut en mesure de financer son effort de guerre du fait qu'il arriva à taxer le commerce d'épices avec l'Asie et le commerce de sucre en provenance du Brésil et qu'il reçut un certain soutien des pays européens adversaires de l'Espagne, particulièrement la Hollande, la France et l'Angleterre.
Les années 1650 furent indécises sur le plan militaire, mais importantes sur les fronts politique et diplomatique. La mort de João IV en 1656 marqua le début de la régence de sa femme, suivie par une crise de succession et un coup d'État (1662). Malgré ces problèmes internes, l'expulsion des Néerlandais du Brésil (1654) et la signature d'un traité avec l'Angleterre (également en 1654) améliora temporairement la position diplomatique et financière du Portugal et lui assura la protection dont il avait besoin contre un raid naval sur Lisbonne.
Néanmoins le Portugal n'arriva pas à atteindre son objectif principal : un traité en bonne et due forme avec la France, si bien que sa faiblesse et son isolement se manifestèrent par le fait qu'il fut virtuellement exclu des négociations des traités de Westphalie (1648) qui marquaient en Europe les débuts d'une politique tout à fait nouvelle.
Grâce à ce traité et à la fin des hostilités en Catalogne en 1652, l'Espagne était de nouveau prête à concentrer ses efforts contre le Portugal, mais elle manquait d'hommes, de ressources et, surtout, de bons chefs de guerre.

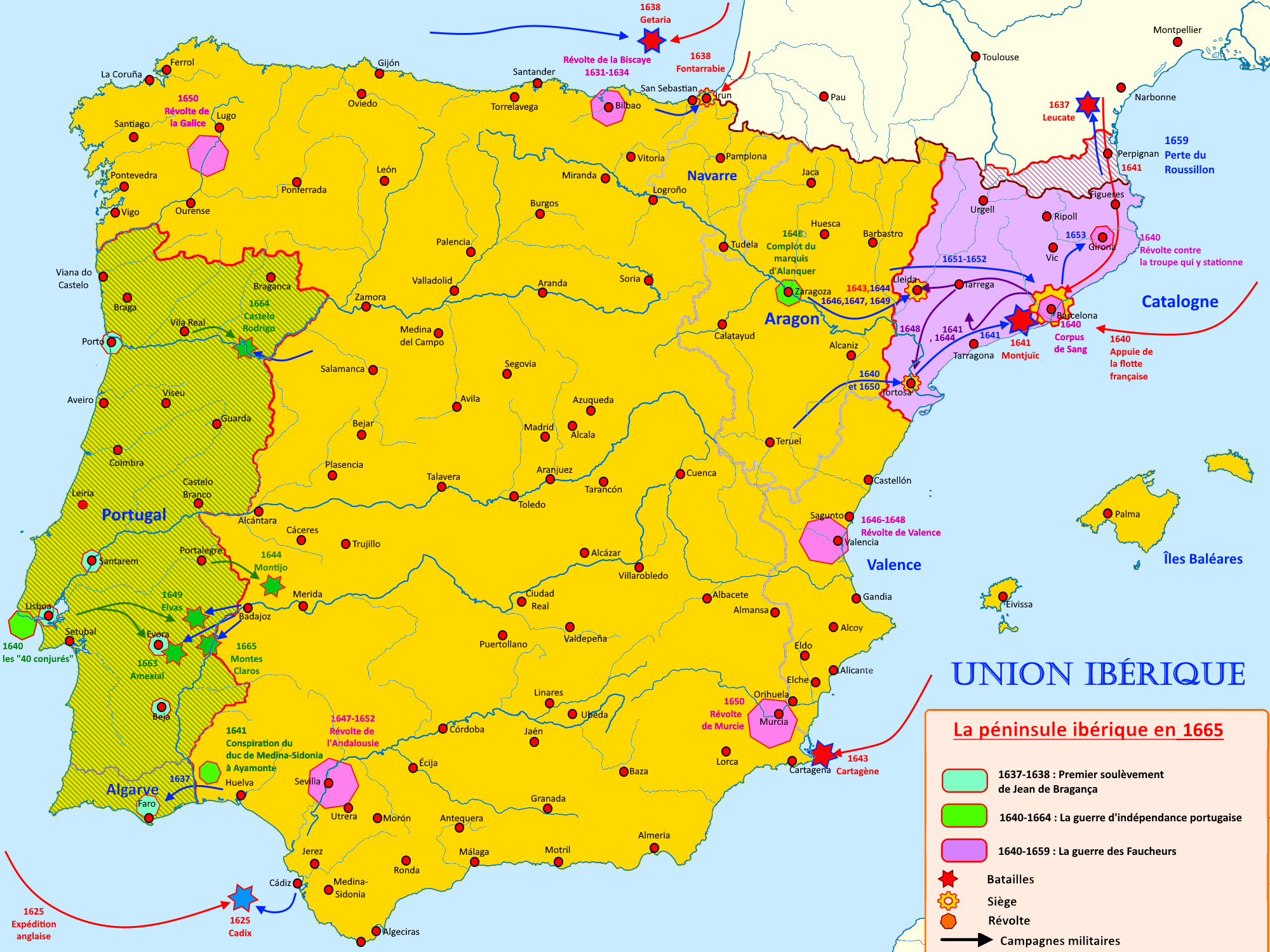
La guerre de la Restauration.

## Deuxième période: 1659-1668

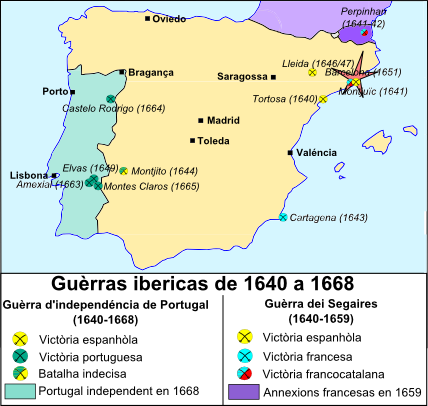
Batailles principales de la guerre de Restauration portugaise.

Cette période de guerre classique est principalement marquée par quatre batailles importantes, toutes au Portugal et toutes remportées par les armées portugaises :
- la bataille d'Elvas le 14 janvier 1659
- la bataille d'Ameixial, le 8 juin 1663
- la bataille de Castelo Rodrigo, le 7 juillet 1664
- la bataille de Montes Claros, le 17 juin 1665

La mort du roi Philippe IV d'Espagne (ex-Philippe III de Portugal) à Madrid en septembre 1665 met fin aux hostilités : son successeur Charles II d'Espagne n'a que quatre ans, et son oncle, le bâtard Juan José d'Autriche, se révolte contre la régente Marie-Anne d'Autriche. Ces circonstances facilitent la signature en février 1668 du traité de Lisbonne, négocié entre les cours de Lisbonne et de Madrid par l'ambassadeur d'Angleterre, Lord Sandwich.